# Mānvi
Mānvi är en ort i Indien.   Den ligger i distriktet Raichur och delstaten Karnataka, i den södra delen av landet, 1 400 km söder om huvudstaden New Delhi. Mānvi ligger 375 meter över havet och antalet invånare är 41 647.
Terrängen runt Mānvi är platt. Runt Mānvi är det ganska tätbefolkat, med 222 invånare per kvadratkilometer. Mānvi är det största samhället i trakten. Trakten runt Mānvi består till största delen av jordbruksmark.